# Giovanni Paolo Gibertini

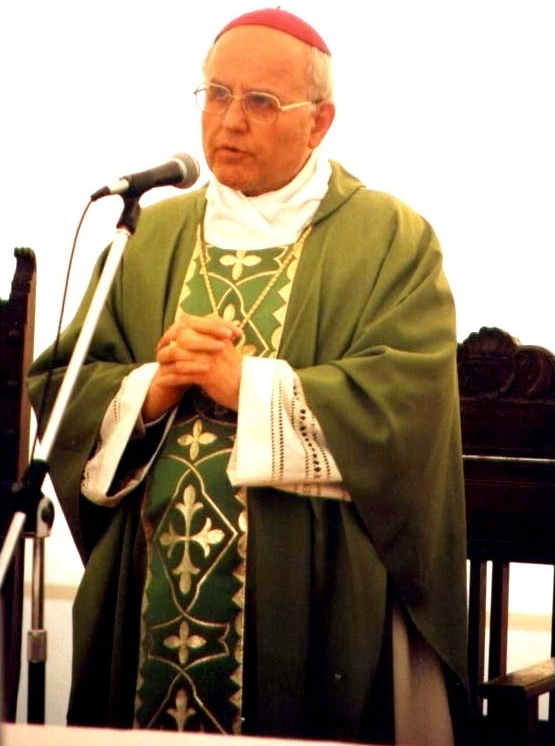
Bischof Giovanni Paolo Gibertini OSB (2016)

Bischofswappen

Giovanni Paolo Gibertini OSB (* 4. Mai 1922 in Ciano d’Enza als Giovanni Gibertini; † 3. April 2020 in Montecchio) war ein italienischer Ordensgeistlicher, Benediktinerabt und römisch-katholischer Bischof von Reggio Emilia-Guastalla.

## Leben
Giovanni Paolo Gibertini trat 1935 in das Noviziat der Benediktinerabtei San Giovanni Evangelista in Parma ein, legte am 7. Oktober 1939 die Profess ab und empfing nach seinem Theologiestudium am 12. August 1945 in der Abtei Torrechiara die Priesterweihe durch Evasio Colli, Bischof von Parma. Von 1947 bis 1955 war er Präfekt des kleinen Seminars des Benediktinerklosters Parma. 1955 gründete er mit sechs weiteren Ordensbrüdern das Kloster San Pietro di Sorres im Erzbistum Sassari auf Sardinien. Er verbrachte ein Jahr in der Einsiedelei von Bismantova und kehrte 1974 in das Kloster zurück. Zudem war er von 1977 bis 1979 Pfarrer der Pfarrei Borutta. 1979 wurde er zum Abt seines Professklosters, der Abtei San Giovanni Evangelista in Parma gewählt.
Papst Johannes Paul II. ernannte ihn am 23. März 1983 zum Bischof von Ales-Terralba. Der Kardinalpräfekt der Kongregation für die Bischöfe Sebastiano Baggio spendete ihm am 30. April desselben Jahres die Bischofsweihe; Mitkonsekratoren waren Francesco Spanedda, Erzbischof von Oristano, und Benito Cocchi, Bischof von Parma-Fontevivo. Sein bischöfliches Motto lautete „Quarere Deum“ („Gott suchen“ nach der Regula Benedicti). Am 11. Juli 1989 wurde er zum Bischof von Reggio Emilia-Guastalla ernannt.
Am 27. Juni 1998 nahm Johannes Paul II. seinen altersbedingten Rücktritt an. Ab September 1998 lebte Gibertini zunächst im Benediktinerkloster von Parma, ehe er 2012 ins Wohnheim San Giuseppe in Montecchio zog. Dort starb er 2020 einen Monat vor seinem 98. Geburtstag.